# Перехода (река)
Перехода — река в Волотовском и Старорусском районе Новгородской области России. Длина реки составляет 73 км, площадь водосборного бассейна — 384 км².

## Течение
Исток находится у нежилой деревни Косткино Волотовского района. Течёт в целом на северо-запад. Ширина реки в нижнем течении достигает 18 метров, глубина до 1,7 метра. Устье — озеро Ильмень. Высота устья — 18,1 метров над уровнем моря. 

## Притоки
Река имеет множество мелких притоков, самый заметный из которых, Корень (14 км), впадает в Переходу справа в пределах деревни Борисово. Другой приток — Берёзовка (10 км), впадает в Переходу также справа у деревни Подтеремье.

## Населённые пункты
На берегах Переходы находится около 30 населённых пунктов, наиболее крупные из которых — деревни Выдра, Сутоки, Взгляды и Борисово.
Русло реки пересекается с автодорогой Р48 Сольцы — Старая Русса — Демянск — Яжелбицы; Р51 Старая Русса — Шимск, а также в районе остановки «498 км» железнодорожной веткой Старая Русса — Дно.